# 山と毒蛇
『山と毒蛇』はHBO(日本ではスター・チャンネルが放送)のファンタジー・ドラマ・シリーズである『ゲーム・オブ・スローンズ』の第4章『戦乱の嵐-後篇-』の第8話である。プロデューサーでもあるデイヴィッド・ベニオフ と D・B・ワイスによって、原作『剣嵐の大地』に基づいて脚本が書かれ、アレックス・グレイヴスが監督した。
“赤い毒蛇”オベリン・マーテルがティリオンの代理闘士となり、サーセイの代理闘士の”マウンテン”グレガー・クレゲインに対し、ティリオンの無実を証明するため決闘裁判を挑み、重傷を負わせるが死ぬ。タイトルは二人のあだ名から取られている。イグリットらは〈壁〉の南の町を攻撃する。ラムジーはシオンを使ってモウト・ケイリンを開城させ、投降した鉄諸島人を殺す。デナーリスはスパイと判明したジョラーを追放する。アリアは〈谷間〉に着くが叔母ライサの死を知る。

## あらすじ

### 〈壁〉
モウルズ・タウン(土竜の町)の酒場でジリ(ハンナ・マリー)が娼婦と言い合いをしているところを〈巨人殺しのトアマンド〉率いる〈野人〉の軍が襲撃し、住民を殺戮する。イグリット(ローズ・レスリー)はジリ(ハンナ・マリー)を見つけるが、幼児に気付き見逃す。襲撃の知らせは〈壁〉に届き、サム(ジョン・ブラッドリー)はジリを置いてきたことを後悔し、まだ生きているか心配する。

### 北部
ラムジー・スノウは、リークが再びシオン・グレイジョイ(アルフィー・アレン)としての役を果たせるよう練習させる。シオンは白旗を掲げて馬に乗り、 鉄諸島人が占領するモウト(要塞)・ケイリンに入城して指揮官に会う。開城すれば帰郷を保証するという降伏の条件を示すと、指揮官は拒否するが部下に殺され、モウト・ケイリンは開城する。だが開門した後、鉄諸島人はラムジーの軍に殺され皮を剥がれる。ルース・ボルトン(マイケル・マケルハットン)は褒美として、北部総督の権限でラムジーを嫡出子としボルトン家の一員とする。ボルトン家の軍とリークはウィンターフェルに着く。

### 狭い海の向こう側
沐浴中のミッサンデイは、グレイ・ワームに見られていることに気づく。デナーリス(エミリア・クラーク)に相談し、グレイ・ワームと親しくなりたいと言う。だが〈穢れなき軍団〉の兵士はみな子供の時に去勢されている。バリスタン・セルミー(イアン・マッケルヒニー)は〈王の手〉の封印がされた手紙を受け取る。ジョラー・モーモント(イアン・グレン)に見せ、デナーリスをスパイした報償としての、ロバート・バラシオン王からの赦免状であると言う。ジョラーはスパイであったことを認め、デナーリスはジョラーを追放する。

### 〈谷間〉
妻を殺したピーター・ベイリッシュ(エイダン・ギレン)は、ヨーン・ロイスら谷間の諸侯と会う。ライサは〈月の扉〉から飛び降りて自殺したのだとベイリッシュは言うが、諸侯らは信じず、ベイリッシュがキングズランディングに売春宿を持っていることや先祖に外国の血が混じることなどを批判する。ロイスは、証人として、ベイリッシュの姪のアレインと名乗るサンサ(ソフィー・ターナー)と話すことを要求する。サンサは諸侯の前に連れてこられ、打ちひしがれた様子を見せ、正体を明かす。だがサンサはベイリッシュの作り話に乗り、無実であると諸侯に信じさせる。ベイリッシュは諸侯を見送り、ロビンを谷間の巡行に連れ出そうと計画する。サンサも同行する。
“ハウンド”サンダー・クレゲイン(ロリー・マッキャン)がアリア(メイジー・ウィリアムズ)を連れて〈高巣城〉に続く細い道を歩く。〈血みどろの門〉に着くが、アリアの叔母ライサの死を知らされる。アリアは身内の死を嘆こうとせず、ヒステリックに笑い始める。

### キングズランディング
決闘裁判の直前、地下牢でティリオン(ピーター・ディンクレイジ)は兄のジェイミー・ラニスター(ニコライ・コスター＝ワルドー)と、生き伸びる見込みについて話す。決闘場に連れ出され、ティリオンは自信たっぷりの代理闘士オベリン・マーテルと言葉を交わす。直後に相手の”マウンテン”グレガー・クレゲインが現れ、決闘裁判が始まる。戦いの間、オベリンはマウンテンに話しかけ、姉のエリアを暴行し二人の子供とともに殺したことを認めろと迫る。オベリンは槍の冴えを見せてマウンテンを攻撃し、多数の傷をもたらす。そして地面に打ち倒し、致命的な一撃を与える。自白を迫り、タイウィン・ラニスター(チャールズ・ダンス)が命令したと言わせようとする。だがオベリンが歩き回る時、マウンテンは腕を伸ばしてオベリンを引きずり倒す。一撃で歯を折り、眼孔に指を入れて目を潰しながら、エリアを暴行し子供達と共に殺したことを自白し、頭蓋骨を潰す。だがマウンテンも重傷を負い、地面に倒れこむ。サーセイ(レナ・ヘディ)はほくそ笑み、タイウィンは躊躇なく立ち上がり王殺しの罪でティリオンに死刑を宣告する。

## 製作

### 脚本
原作第三部『剣嵐の大地の第42、57、70章、および第四部『乱鴉の饗宴』の第23、41章、さらに第五部『竜との舞踏』の第20章に基づいて、デイヴィッド・ベニオフ と D・B・ワイスが脚本を書いた。原作でライサ殺害の濡れ衣を着せられる吟遊詩人マリリオンは登場しない。

## 評判

### 視聴者数
本エピソードは初回放送で717万人に視聴されてシリーズ最高記録にほぼ並び、同夜の再放送はさらに85万人に視聴された。

### 賞
本エピソードはプライムタイム・エミー賞シングルカメラ・シリーズ部門を受賞した。

## 参照
1. ↑  Kondolojy, Amanda (2014年6月2日). “'Game of Thrones' Draws 7.2 Million Viewers for Latest Episode, Matching Series High”. TV by the Numbers. 2014年6月2日閲覧。